# Ann Goldstein (traductora)
Ann Goldstein (junio de 1949) es una editora y traductora estadounidense de lengua italiana. Goldstein es conocida por sus traducciones del Cuarteto Napolitano de Elena Ferrante .

## Primeros años
Ann Goldstein creció en Maplewood, Nueva Jersey. Asistió a Bennington College, en Vermont, donde aprendió a leer griego antiguo. Años más tarde, estudió Literatura Comparada en el University College de Londres.

## Carrera
Tras su graduación en 1973, Goldstein empezó a trabajar como correctora de pruebas en la revista Esquire. Un año después se unió a The New Yorker, trabajando en el Departamento de copias y convirtiéndose en su directora a fines de la década de 1980. En 1987, empezó a editar las reseñas literarias de John Updike que contribuían al New Yorker.
Junto con algunos colegas del New Yorker, en 1987, se inició en clases de italiano. Durante tres años, estudiaron el idioma y leyeron todas las obras de Dante. En 1992, le dieron el libro Chéjov en Sondrio del escritor italiano Aldo Buzzi, del que Goldstein tradujo un ensayo y lo convirtió en su primera publicación de traducción. El ensayo salió en la edición del 14 de septiembre de 1992 del New Yorker.
En el 2004, la nueva empresa editorial Europa Editions, le pidió a Goldstein que presentara fragmentos traducidos de Los días de abandono de Elena Ferrante. Su trabajo fue considerado el mejor de entre todas las entregas, y por consiguiente, le ofrecieron un contrato para traducir el libro entero.
En 2015, salió una publicación de tres volúmenes de las obras completas de Primo Levi, editado por Goldstein. Le costó seis años obtener los derechos de traducción, mientras que compilarlo y traducirlo todo le tomó otros diecisiete. Su trabajo fue aclamado por los críticos. Goldstein supervisó un equipo de nueve traductores y tradujo tres libros de Levi.
Actualmente, aparte de traducir, Goldstein es la jefa del Departamento de copias del New Yorker.

## Elogios
En 2016, Jennifer Maloney escribió sobre su trabajo en The Wall Street Journal: 
 "Los traductores rara vez alcanzan la fama. Aún y así, a medida que Ferrante se ha ido haciendo conocida, también lo ha hecho Goldstein. Sus traducciones al inglés de los cuatro libros de la serie napolitana de Ferrante han vendido más de un millón de copias en Norteamérica, Reino Unido, Australia y Nueva Zelanda. Ann Goldstein se ha convertido en una de las traductoras más buscadas de la literatura italiana ". 
 Robert Weil, redactor jefe y director editorial de Liveright, aseguró sobre Goldstein: "Ahora, la aparición de su nombre en un libro es muy valiosa".

## Obras seleccionadas

### Traducido
Ficción
- Elsa Morante (2019). La isla de Arturo. Liveright. ISBN 978-1631493294.
- Alessandro Baricco. Seda. Canongate. ISBN 978-8129118189.
- Rita Charbonnier. Nannerl, la hermana de Mozart. Crown. ISBN 978-0307346780.
- Giancarlo De Cataldo (2009). Il padre e lo straniero. Europa. ISBN 978-1933372723.
- Elena Ferrante. La amiga estupenda. Europa. ISBN 978-1609450786.
- Elena Ferrante (2013). Un mal nombre. Europa. ISBN 978-1609451349.
- Elena Ferrante (2014). Las deudas del cuerpo. Europa. ISBN 978-1609452339.
- Elena Ferrante (2015). La niña perdida. Europa. ISBN 978-1609452865.
- Elena Ferrante. El amor molesto. Europa. ISBN 978-1933372167.
- Elena Ferrante. Los días del abandono. Europa. ISBN 978-1933372006.
- Amara Lakhous (2016). La zingarata della verginella di via Ormea. Europa. ISBN 978-1609453091.
- Giacomo Leopardi. Zibaldone de pensamientos. Penguin. ISBN 978-0141194400.
- Primo Levi. The Truce. Liveright. ISBN 978-0871404565.
- Pier Paolo Pasolini. The Street Kids. Europa. ISBN 978-1609453084.
- Pia Pera. Lo's Diary. Fox Rock. ISBN 978-0964374010.
- Serena Vitale (2000). Pushkin's Button. Fourth Estate. ISBN 978-1857029376.

No ficción
- Jhumpa Lahiri. In Other Words. Knopf. ISBN 978-1101875551.
- Martino Marazzi. Voices of Italian America: A History of Early Italian American Literature with a Critical Anthology. Fordham University. ISBN 978-0823239733.
- Antonio Monda. Do You Believe? Conversations on God and Religion. Vintage. ISBN 978-0307280589.
- Piera Sonnino. This Has Happened: An Italian Family in Auschwitz. Palgrave Macmillan. ISBN 978-0230613997.

### Editados
- Primo Levi. The Complete Works of Primo Levi. Liveright. ISBN 978-0871404565.

## Premios
- 1993, 2002 – Beca de la Academia Americana en Roma[3]
- 2008 – Beca Guggenheim
- Premio PEN Renato Poggioli de traducción.[10]